# Royaume de Munster
Ier siècle av. J.-C. – 1118
Entités suivantes :
- Royaume d'Osraige (en)
 Royaume de Desmond
 Royaume de Thomond

Le royaume de Munster (en irlandais : Ríocht Mhumhain) est un royaume d'Irlande gaélique qui a existé dans le sud-ouest de l'île depuis au moins le Ier siècle av. J.-C. jusqu'en 1118. Selon l'histoire irlandaise traditionnelle racontée dans les Annales des Quatre Maîtres, le royaume est à l'origine le territoire de la dynastie des Clanna Dedad (parfois connus sous le nom de Dáirine (en)), une tribu de Gaëls issus du peuple des Iverni. Certains des premiers rois mythologiques de Munster sont des figures importantes du Cycle d'Ulster, tels que Cú Roí et Conaire Mór. Pendant plusieurs siècles, les souverains de Munster ont été des concurrents dans la lutte pour devenir Haut-Roi d'Irlande, avant de perdre face aux Connachta, qui prétendaient descendre du Haut-Roi légendaire Conn Cétchathach.
Des changements majeurs ont refaçonné le royaume de Munster au VIe siècle, lorsque les Corcu Loígde (en) (la dynastie héritière des Dáirine (en)) perdit le pouvoir, entraînant ainsi une période de troubles lors de laquelle la province d'Osraige, sous contrôle des rois de Munster depuis deux siècles, fut reprise par les Dál Birn (ancêtres des Mac Giolla Phádraig ). Divers groupes vassalisés, tels que les Múscraige (en), changent également d'alliance, ce qui porte la dynastie des Eóganachta au pouvoir à Munster, au détriment des Corcu Loígde (en). Pendant les trois siècles suivants, diverses branches telles que les Eóganacht Chaisil et les Eóganacht Glendamnach s'affrontent pour la domination du royaume. C'est sous le règne des Eóganachta que le Munster se christianise et que le Rocher de Cashel devient un siège du pouvoir. Deux rois en particuliers, Faílbe Flann mac Áedo Duib et Cathal mac Finguine, permettent au royaume de Munster d'être l'un des plus puissants de l'île au VIIe siècle puis au VIIIe.
Après cette période, le royaume doit faire face aux raids vikings de la dynastie celto-norroise des Uí Ímair qui se sont établis à Limerick, Waterford et Cork à partir du IXe siècle. À peu près à la même époque, les Dál gCais (ancêtres des Ó Briain), une dynastie en plein essor dans le Munster, vient contester l'autorité des rois Eóganachta. Aidé en partie par les Uí Néill, les Dál gCais renversent les rois de Munster et réussissent à mettre en échec les tentatives de conquête scandinaves de l'Irlande en 1014 lors de la bataille de Clontarf. À la suite de ce succès, la dynastie des Dál gCais gouverne le royaume de Munster pendant tout le XIe siècle.
Finalement, le royaume est divisé pour former les royaumes de Thomond et de Desmond en 1118 à l'issue d'une dernière guerre civile impliquant les autres royaumes irlandais.

## Étymologie
Un traité étymologique rédigé en moyen irlandais et intitulé Cóir Anmann (connu en anglais sous le nom de Fitness of Names) donne une étymologie au terme Munster. Il prétend que le nom dérive en partie d'Eochaid Mumo, l'un des premiers Hauts-Rois d'Irlande qui régnait sur la région, selon la légende. Ce Haut Roi portait le surnom royal mó-mó signifiant « plus grand », car il était censé être plus puissant et plus grand que tout autre Irlandais de son temps. Les Annales des Quatre Maîtres affirment en outre que ce personnage a régné de 1449 à 1428 av. J.-C.. Le Cóir Anmann prétend également que les mots mó (plus grand) et ána (prospérité) se sont combinés pour former Mumu, parce que le royaume était plus prospère que tout autre en Irlande. Le deuxième mot ána est également apparenté à la déesse Anu, une déesse irlandaise mineure qui peut être un autre nom de la déesse mère Danu. En effet, le territoire de l'ancien royaume de Munster comprend les Paps of Anu (en) (la « poitrine d'Anu »), un ensemble de deux petites montagnes situées près Killarney et assimilées à la poitrine de la déesse. On retrouve sur ces deux sommets des traces d'activité religieuse ancienne.

## Histoire

### Dynastie Dáirine

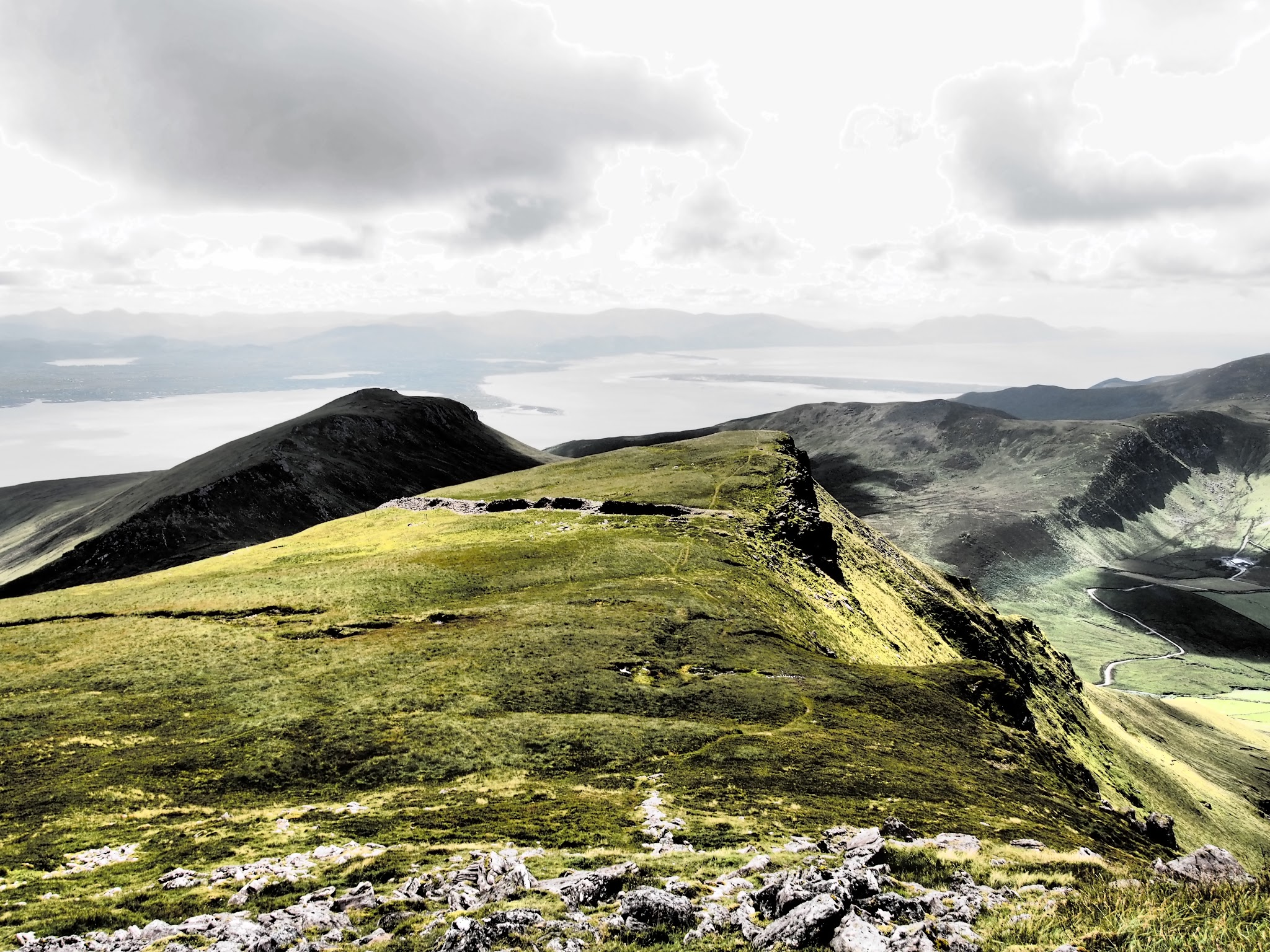
, dans les monts Slieve Mish, abrite les vestiges d'un fort circulaire en pierre, nommé en l'honneur du roi légendaire de Munster Cú Roí.

Les premiers rois de Munster, issus des Iverni (l'une des principales ethnies des Gaëls en Irlande), sont mentionnés dans le Cycle d'Ulster, le principal récit légendaire de l'antiquité celtique irlandaise. Ce dernier est connu par des copies manuscrites dont les plus anciennes datent du XIIe siècle, tandis que les textes qu'il rassemble datent pour certains du VIIIe siècle. Les événements racontés dans le cycle d'Ulster, eux, remontent à l'époque du Christ et d'Auguste, une période très mal connue de l'histoire irlandaise, qui relève avant tout de la mythologie. Dans ce contexte, beaucoup des récits du cycle d'Ulster sont déformés selon le prisme de l'actualité de leur époque de rédaction.
Les Dáirine (en) (du nom de leur ancêtre, Dáire mac Dedad (en) ), ou Clanna Dedad, forment une dynastie majeure au sein du peuple Iverni, et passent pour avoir fourni plusieurs Hauts-Rois d'Irlande (Eterscél Mór et Conaire Mór notamment, dont les exploits mythologiques sont rapportés dans le Togail Bruidne Dá Derga), en plus d'avoir régné sur le royaume de Munster, au sud de l'île. Selon les Chroniques d'Irlande, la création du royaume de Munster par ces figures légendaires remonte au Ier siècle av. J.-C. La présence des Iverni dans le territoire qui allait devenir le royaume de Munster est également rapportée au IIe siècle par Ptolémée dans sa Géographie. Toutefois, la réalité historique de ce peuple est très difficile à discerner et sujet à débat.
Selon le Livre de Glendalough (en), les rois d'Ulster sont issus de la famille des souverains de Munster, à la suite de l'émigration vers le nord de Fíatach Finn, fondateur de la dynastie des Dál Fiatach.
L'un des premiers représentants connus des Dáirine (en) est le Haut-Roi Conaire Cóem, qui aurait accédé à cette fonction au IIe siècle. Cóem est également célèbre pour être l'ancêtre commun de plusieurs dynasties, fondées par ses fils : Múscraige (en) et Corcu Duibne (en) (fondées toutes deux par Cairpre Músc, Corcu Baiscind (en) (fondée par Cairpre Baschaín) et Dál Riata (fondée par Cairpre Riata).
Une autre figure légendaire du Munster des Dáirine (également au IIe siècle) est Lugaid Mac Con, l'ancêtre des Corcu Loígde (en) . Mac Con devient Haut-Roi après avoir tué Art mac Cuinn lors de la bataille de Maigh Mucruimhe, rapportée dans le Cath Maige Mucrama (en). Les origines exactes de ce personnage sont incertaines mais son héritage est revendiqué par la dynastie des Eóganachta lors de son ascension au pouvoir dans le royaume de Munster au VIIe siècle.

### Christianisation du royaume

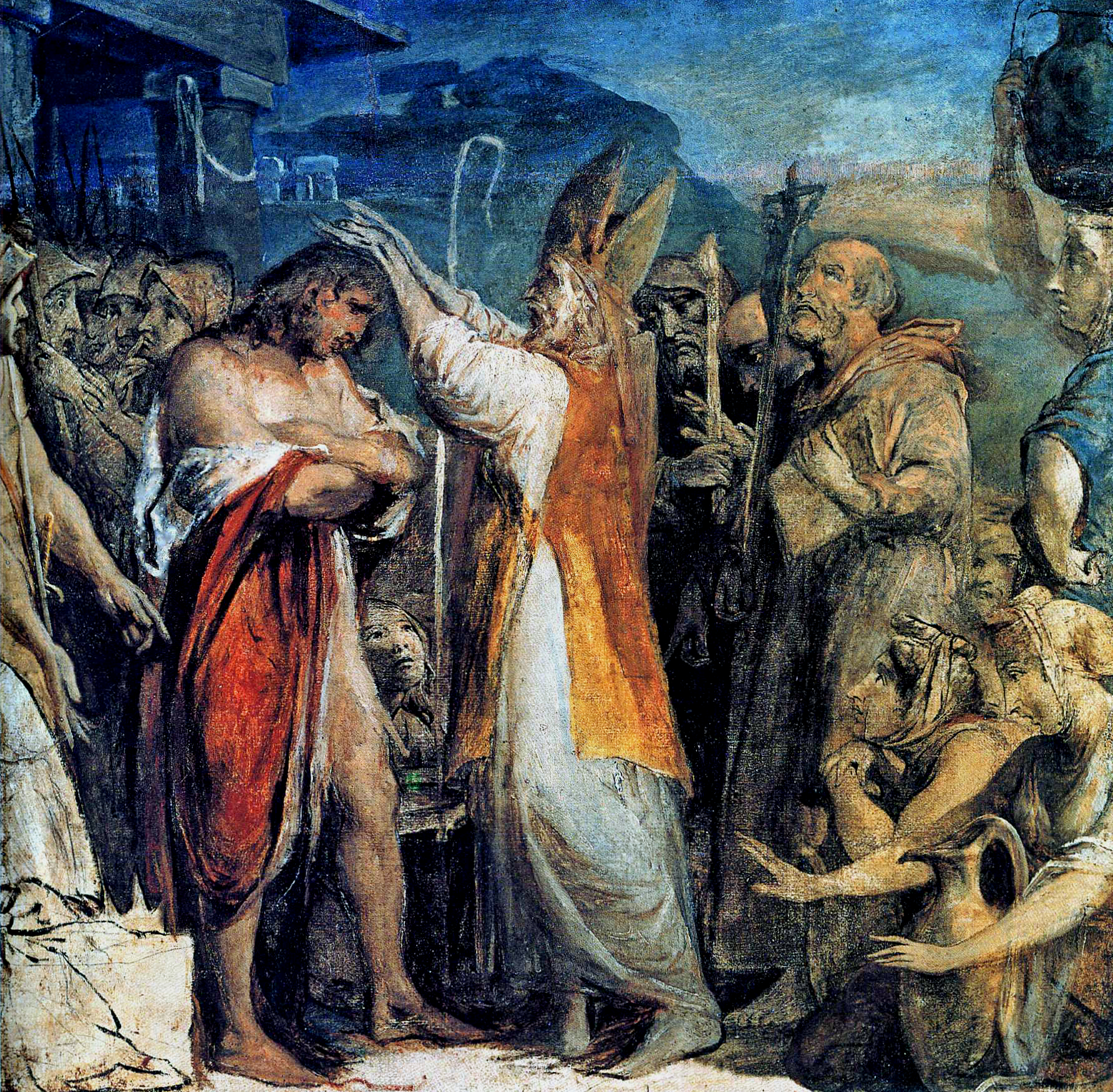
Le baptême du roi de Cashel par St Patrick, peint par James Barry, années 1780. La conversion d'Óengus mac Nad Froích a poussé le royaume de Munster vers le christianisme.

Le christianisme, qui est devenu la religion d'État de l'Empire romain et donc d'une grande partie de l'Europe après l'édit de Thessalonique en 380, est arrivée en Irlande au Ve siècle, en grande partie par Munster et Leinster . Bon nombre des premiers saints d'Irlande mentionnés dans le Codex Salmanticensis (en) ont de solides liens avec le Munster, en particulier saint Ailbe d'Emly (en). Il aurait été ordonné par saint Palladius, qui a lui-même été envoyé en Irlande par le pape Célestin Ier en 431. L'un des premiers évangélisateurs de l'Irlande, Ciarán de Saigir, est supposé être issu par sa mère de la lignée des Corcu Loígde (en) de Munster.
Le premier roi chrétien de Munster est Óengus mac Nad Froích au Ve siècle. Il aurait été converti par saint Patrick lors d'une cérémonie au cours de laquelle Patrick aurait accidentellement percé le pied du roi avec sa crosse, une douleur qu'Óengus endure stoïquement, en supposant que cela faisait partie du baptême.

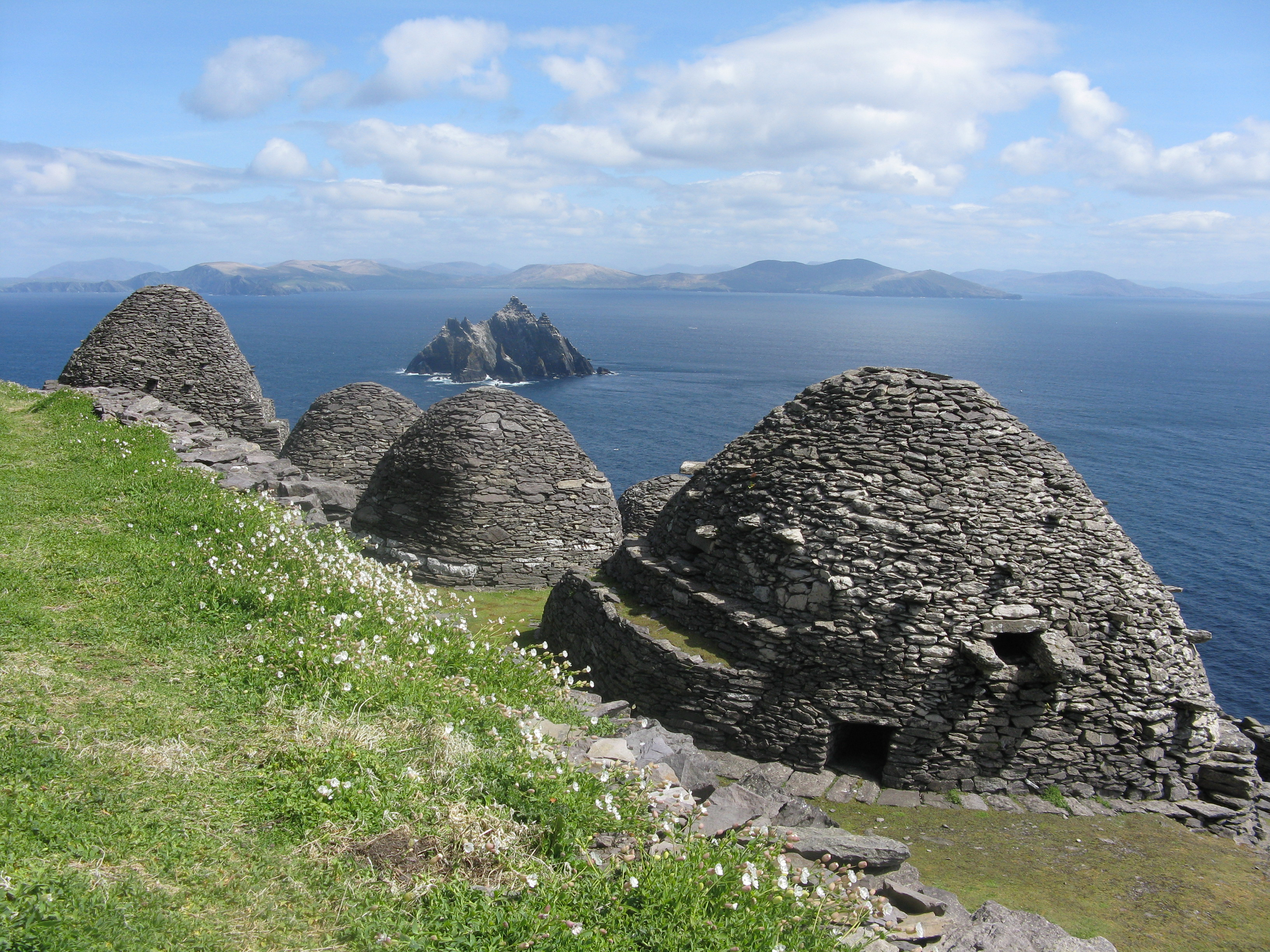
Skellig Michael au large de la péninsule d'Iveragh. Un monastère chrétien isolé y fut fondé par saint Finnien de Clonard au VIe siècle.

Certains des premiers sites du monachisme irlandais se trouvent à Munster : saint Finnian de Clonard a fondé un monastère sur Skellig Michael au large de la péninsule d'Iveragh, saint Senán mac Geirrcinn a fondé un monastère à Inis Cathaigh en tant que patron du Corcu Baiscind et saint Enda d'Aran a fondé le monastère de Killeaney (en) sur Inishmore, avec le soutien d'Óengus mac Nad Froích. Ces moines ont souvent choisi des endroits isolés et difficiles pour leurs monastères, faisant preuve d'une spiritualité ascétique, similaire à celle des Pères du désert dans l'Égypte chrétienne. Ailleurs dans le royaume, des monastères ont été fondés plus à l'intérieur des terres, comme l'abbaye de Lismore fondée par saint Carthage de Lismore et le monastère de ce qui était alors connu sous le nom de Corcach Mór na Mumhan (aujourd'hui la ville de Cork) fondé par saint Finbarr. Cette dernière institution était particulièrement associée à l'apprentissage et à la formation des clercs. Saint Brendan de Birr et saint Brendan de Clonfert quant à eux, ont été en activité ailleurs mais sont tous deux issus de familles de Munster, le dernier faisant partie de l'ethnie des Cíarraige (en). L'une des plus célèbres saintes issues du royaume à l'époque est Íte de Killeedy (en).